# 卡萨尔德卡塞雷斯
卡萨尔德卡塞雷斯，是西班牙埃斯特雷马杜拉卡塞雷斯省的一个市镇。总面积130平方公里，2001年普查人口總數為4610人，人口密度為每平方公里35人。